# Roupala nitida
Roupala nitida är en tvåhjärtbladig växtart som beskrevs av Edward Rudge. Roupala nitida ingår i släktet Roupala och familjen Proteaceae. Inga underarter finns listade i Catalogue of Life.